# São Filipe

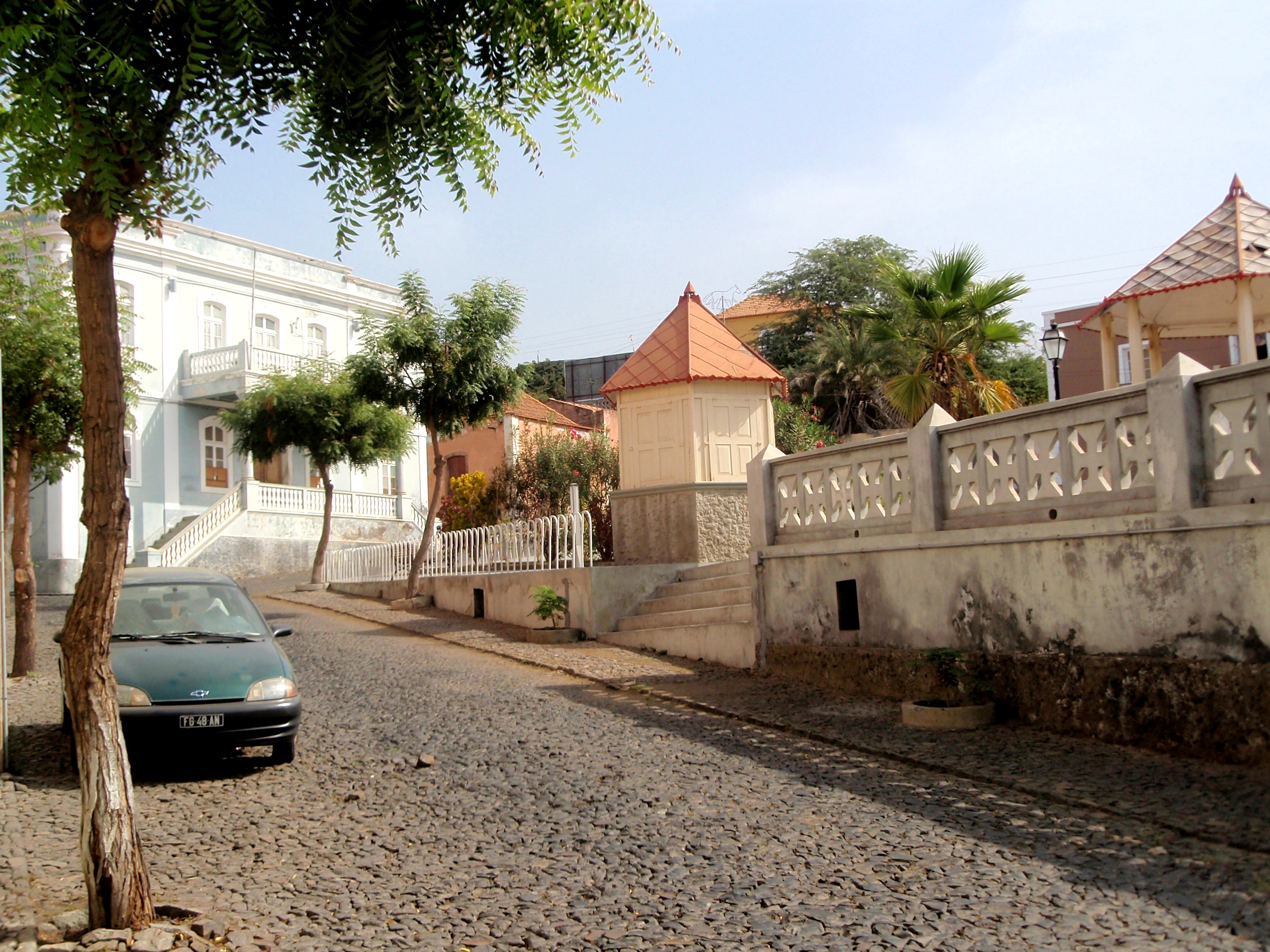
São Filipe (2010): Blick zum Rathaus.

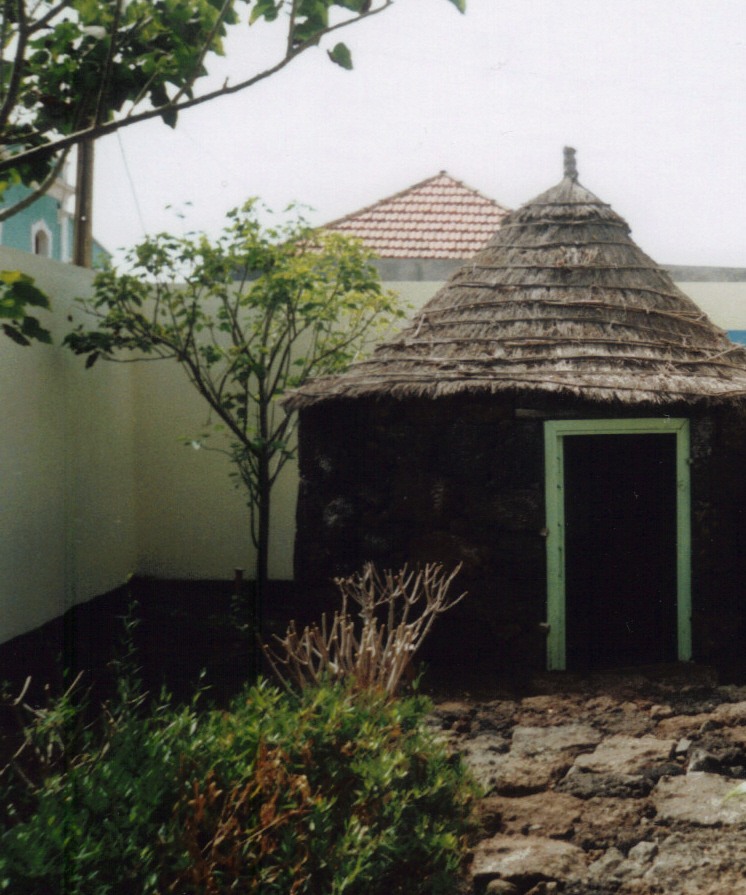
Innenhof des Museums.

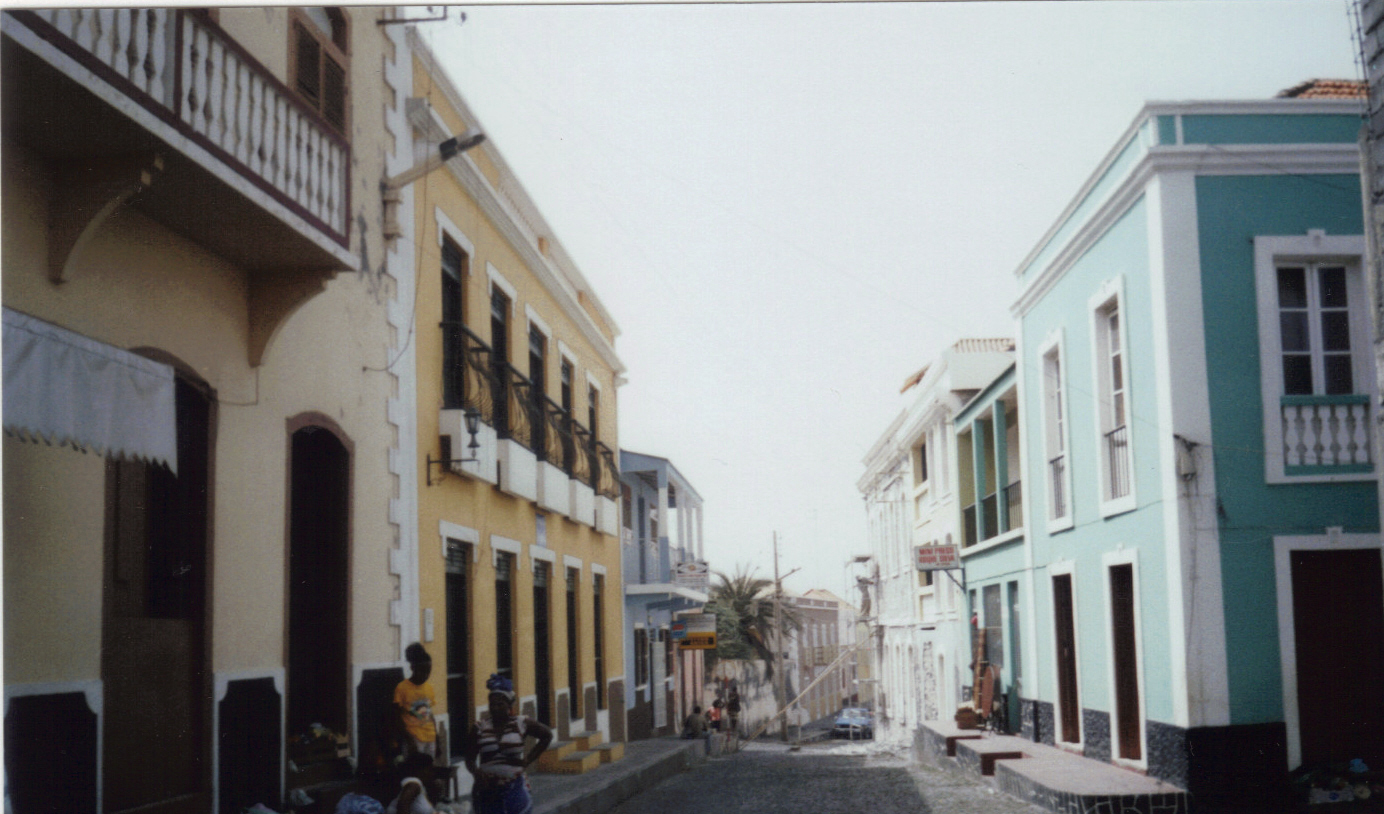
Kolonialarchitektur in der Bila Baxo.

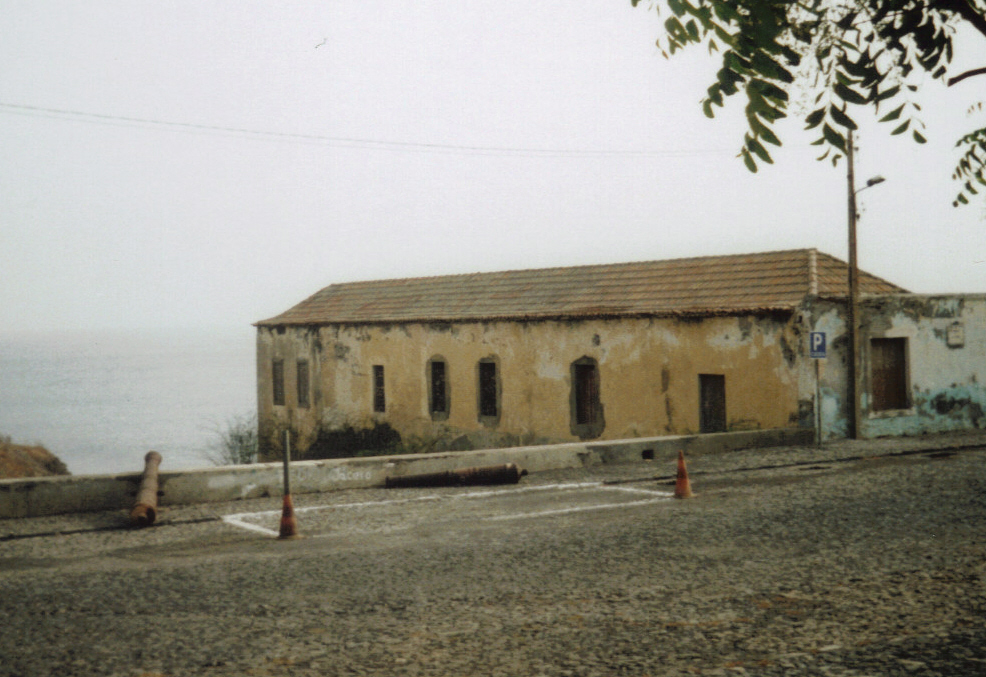
Festung Fortim Carlota.

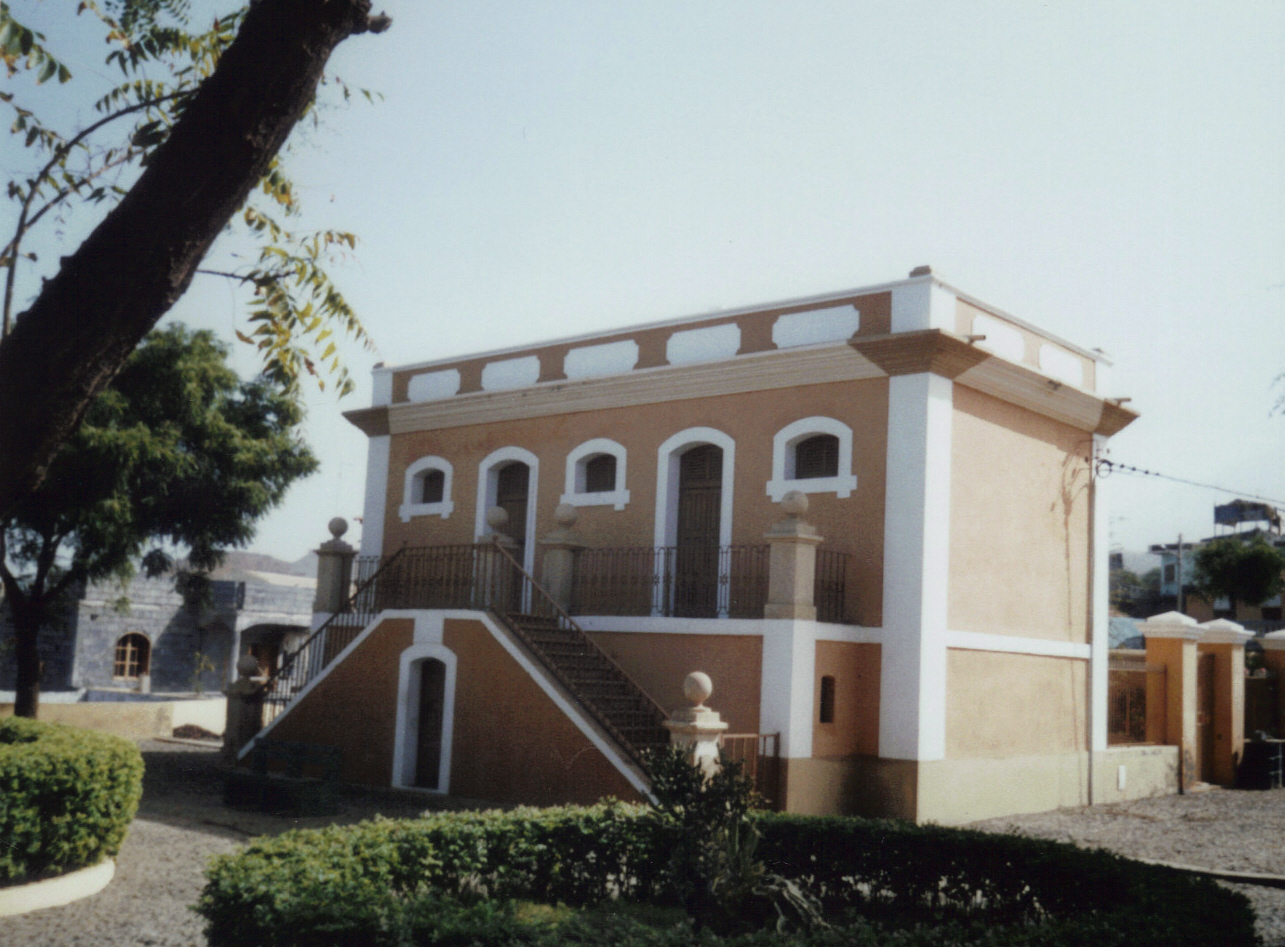
Herrenhaus (Sobrado) in der Bila Baxo.

São Filipe ist der Zentralort der gleichnamigen Gemeinde auf der kapverdischen Insel Fogo und besitzt im Jahr 2021 etwa 10.000 Einwohner. Der Ort liegt eingebettet in eine karge, steppenartige Landschaft im Südwesten der Insel. Er stellt für Fogo die Verbindung zur Außenwelt dar durch den 3 km entfernten Flugplatz im Osten der Stadt und den Hafen Vale dos Cavaleiros im Norden.

## Geschichte
São Filipe wurde im 16. Jahrhundert gegründet und gilt heute nach Cidade Velha als die zweitälteste Ortschaft des gesamten Landes, die Stadtrechte wurden allerdings erst 1922 verliehen. 1655 wurde die Gemeinde von flämischen Piraten zerstört.

## Sehenswürdigkeiten
- Von besonderer Bedeutung ist das historische Stadtzentrum, die Bila Baxo. Es liegt auf einem Plateau etwa 40 m oberhalb des Atlantik und wird im Westen von einem schwarzen Sandstrand umsäumt. Dieser Stadtteil ist gekennzeichnet durch ein ausgedehntes Ensemble von Stadthäusern im portugiesischen Kolonialstil, den Sobrados. Einige haben verzierte Fassaden, schattige Innenhöfe und repräsentative Balkons. Viele von ihnen stehen zwar noch am Rande des Verfalls, aber seit dem Jahr 2000 werden immer mehr von Privatpersonen erworben und liebevoll restauriert. Auch die Stadtverwaltung bemüht sich um die Erhaltung dieses für Cabo Verde einzigartigen kulturellen Erbes. São Filipe wurde für die Liste des Weltkulturerbes der UNESCO vorgeschlagen. In der Bila Baxo finden sich auch der zentrale Markt und viele Geschäfte, zahllose Handwerksbetriebe, Kneipen, mehrere Restaurants und Pensionen der Stadt.

- Eines der markantesten Gebäude der Stadt ist das 1928 fertiggestellte Rathaus (Camara Municipal)[4] mit seiner repräsentativen Freitreppe, das sich an einer kleinen Grünanlage mit einem Musikpavillon befindet.

- Die katholische Hauptkirche Nossa Senhora da Conceição mit ihren zwei Glockentürmen wurde gegen Ende des 19. Jahrhunderts erbaut und mehrmals renoviert. Die letzte Renovierung war 2007 abgeschlossen. Der Platz, an dem sie sich befindet, wird von mehreren Herrenhäusern aus dem 18. Jahrhundert flankiert.

- Das Museum Casa da Memória an dem von historischen Häusern gesäumten Platz Praça 12 de Setembro ist in einem alten Handelshaus von 1820 untergebracht. Im Innenhof wurden endemische Pflanzen der Insel Fogo – wie z. B. Crabo bravo (Erysimum caboverdiana) und Língua de vaca (Echium vulcanorum) – gepflanzt, die z. T. vom Aussterben bedroht sind. Außerdem wurde hier eine traditionelle Behausung aus Lavagestein im früher auf Fogo weit verbreiteten Stil originalgetreu errichtet. Ein Teil des Innenhofes ist mit Natursteinen aus Basalt gepflastert.

- Unmittelbar an der Steilküste über dem schwarzen Strand Praia da Bila liegt im Nordwesten der Altstadt der Platz Praça Serpa Pinto mit mehreren Herrenhäusern im Kolonialstil, Denkmälern und einer kleinen Grünanlage. In seinem nördlichen Teil befindet sich der Aussichtspunkt Miradouro da Bila Baxo, der vor allem abends einen schönen Blick auf den Strand und die Nachbarinsel Brava bietet.

- Im Süden der Altstadt ist ein Teil der 1667 erbauten Festung Fortim Carlota erhalten. Das Gebäude, vor dem noch eine alte Kanone zu sehen ist, diente bis 2005 als Gefängnis und wird zurzeit nicht genutzt[5].

- Südlich der Altstadt ist der alte Friedhof Antigo Cemitério mit Gräbern aus dem 19. Jahrhundert sehenswert, einige von ihnen lassen unverkennbar den klassizistischen Stil erkennen. Hier fanden bis in die 1990er Jahre Beerdigungen statt.

- Außerhalb der Altstadt ist der kleine, quadratische Platz Praça Alberto da Silva mit gepflegten Grünanlagen und einer kleinen Kapelle einen Besuch wert. Der von Touristen kaum besuchte Platz, an dem sich u. a. ein Internetcafé befindet, wurde auf einer Anhöhe angelegt und bietet eine schöne Aussicht auf einen Teil der Stadt und ihre Umgebung.

## Kirchen
Abgesehen von der weithin sichtbaren Hauptkirche Nossa Senhora da Conceição und der ebenso sehenswerten Kapelle am Platz Praça Alberto da Silva gibt es in der Stadt eine Neuapostolische Kirche und zwei Gemeinden der Kirche Jesu Christi der Heiligen der Letzten Tage.

## Strände
Die Altstadt dehnt sich im Westen bis zu einer rund 40 m hohen Steilküste aus, vor der sich der schwarze, langgestreckte Sandstrand Praia da Bila befindet. Von hier bietet sich an manchen Tagen eine schöne Aussicht auf die Nachbarinsel Brava, vor allem abends. Der Strand ist allerdings kaum zum Baden im Meer geeignet, da er nicht allzu sauber und die See an vielen Tagen rau ist.
Für ein Bad im Meer besser geeignet ist der Strand am Porto de Vale de Cavaleiros, dem rund 4 km nördlich der Stadt gelegenen Hafen. Hier baden auch Einheimische, denn die See ist hier ruhiger und das Wasser trotz der unmittelbaren Nähe des Hafens auch sauberer. Der bei Einheimischen und Touristen beliebteste Strand ist Ponta da Salina bei São Jorge.